# Juri Witaljewitsch Wolynzew
Juri Witaljewitsch Wolynzew (russisch Юрий Витальевич Волынцев; * 28. April 1932 in Leningrad; † 9. August 1999 in Moskau) war ein russisch-sowjetischer Film- und Theaterschauspieler. 1984 erhielt er den Orden als Volkskünstler der RSFSR.

## Leben
Juri Wolynzew besuchte die Schtschukin-Theaterhochschule und wurde am Ende der Studienzeit 1962 in das Ensemble des Wachtangow-Theaters aufgenommen. Später war er auch Synchronsprecher in mehreren Zeichentrickfilmen. Sein Grabstätte befindet sich auf dem Chowanskoje-Friedhof.

## Filmografie (Auswahl)
- 1967: Anna Karenina (Анна Каренина)

### Als Sprecher in Zeichentrickfilmen
- Das Geheimnis des Dritten Planeten (1981)
- Bauzi – Der Pinguin aus der Antarktis (1987)
- DuckTales – Neues aus Entenhausen (1987–90)
- Käpt’n Balu und seine tollkühne Crew (1990–91)
- Darkwing Duck (1991–92)

## Ehrungen und Auszeichnungen
- Volkskünstler der UdSSR (1984)
- Staatspreis der Russischen Föderation (1994)
- Orden der Ehre (1996)[2]